# Mosze Ze’ew Feldman
Mosze Ze’ew Feldman (hebr.: משה זאב פלדמן, ang.: Moshe Ze'ev Feldman, Moseh Zeev Feldman, ur. 14 listopada 1930 w Eisenstadt, zm. 9 lutego 1997 w Izraelu) – izraelski rabin i polityk, rosz jesziwa kilku szkół talmudycznych, w latach 1988–1989 wiceminister pracy i opieki społecznej, latach 1988–1992 poseł do Knesetu, przewodniczący partii Agudat Israel.

## Życiorys
Urodził się 14 listopada 1930 w Eisenstadt, w ówczesnej Republice Austriackiej Pochodził z chasydzkiej dynastii Ger, wywodzącej się z Góry Kalwarii. Przed II wojną światową jego rodzina wyemigrowała do Wielkiej Brytanii, gdzie ukończył szkołę średnią i różne jesziwy. W 1949 dokonał alii do nowo powstałego Państwa Izrael. Uzyskał smichę rabinacką.
Kierował kilkoma jesziwami – „Omar Emet” oraz „Karlin” w Bene Berak, „Bet Jisra’el” w Aszdod i „Aguda” w Kefar Sawie. Kierował także komisją publiczną ds. osadzenia społeczności chasydzkiej w kibucu Chacor oraz był członkiem zarządu międzynarodowego przedsiębiorstwa „Shas Enterprise”.
W polityce związał się z ortodoksyjną chasydzką partią Agudat Israel, powołaną w 1912 w Katowicach. Był wieloletnim członkiem zarządu partii, zasiadał także w egzekutywie Światowej Federacji Agudat Israel. Jedyny raz został wybrany posłem w wyborach parlamentarnych w 1988. W dwunastym Knesecie był przewodniczącym frakcji Agudy oraz przewodniczył prestiżowej komisji finansów, zasiadał także w komisji konstytucyjnej, prawa i sprawiedliwości oraz komitecie wspólnym ds. budżetu Knesetu. 22 grudnia znalazł się w składzie nowo powołanego rządu zgody narodowej Icchaka Szamira jako wiceminister w Ministerstwie Pracy i Opieki Społecznej, kierowanym przez samego premiera. Był jedynym przedstawicielem Agudat Israel w rządzie, pozostał na stanowisku do 31 października 1989. Pod wpływem przywódcy dynastii Ger, rabina Pinchasa Menachema Altera, nie wystartował w wyborach w 1992, w których Aguda wystartowała w koalicji ze Sztandarem Tory jako Zjednoczony Judaizm Tory. Został jednak przewodniczącym partii i pozostał nim aż do śmierci.
Zmarł 9 lutego 1997 w Izraelu, po wieloletniej walce z rakiem. W jego pogrzebie w Jerozolimie wzięło udział tysiące jego uczniów i wielbicieli.